# Cantón de Jugon-les-Lacs
El cantón de Jugon-les-Lacs era una división administrativa francesa, que estaba situada en el departamento de Costas de Armor y la región de Bretaña.

## Composición
El cantón estaba formado por seis comunas:
- Dolo
- Jugon-les-Lacs
- Plédéliac
- Plénée-Jugon
- Plestan
- Tramain

## Supresión del cantón de Jugon-les-Lacs
En aplicación del Decreto n.º 2014-150 de 13 de febrero de 2014, el cantón de Jugon-les-Lacs fue suprimido el 22 de marzo de 2015 y sus 6 comunas pasaron a formar parte del nuevo cantón de Plénée-Jugon.